# Talaiot de Binifat
Der Talaiot de Binifat ist ein prähistorischer Turmbau auf der spanischen Baleareninsel Mallorca. Er steht auf einem landwirtschaftlich genutzten Grundstück im Gemeindegebiet von Sencelles in der Region (Comarca) Pla de Mallorca. Der auf einem kreisförmigen Grundriss erbaute Talaiot (vom katalanischen Wort talaia für „Beobachtungs- und Wachturm“) ist im unteren Teil erhalten. Das Bauwerk wird der eisenzeitlichen Talaiot-Kultur (auch Talayot-Kultur) zugerechnet, die Mallorca vom 9. bis 6. Jahrhundert v. Chr. prägte.

## Lage
Der Talaiot de Binifat steht auf etwa 100 Metern Höhe über dem Meeresspiegel auf dem privaten Grundstück der Finca Binifat, etwa 20 Meter vor einem länglichen, für landwirtschaftliche Zwecke genutzten Gebäude. Die Entfernung zum Zentrum des Ortes Sencelles im Nordwesten beträgt 3,5 Kilometer, die zum Zentrum des Nachbarortes Costitx im Nordosten 2,2 Kilometer. Zu erreichen ist der Talaiot auf asphaltierten Wegen, aus Richtung Sencelles auf dem Camí dels Horts, von Costitx auf dem Camí de Binifat. Die erhaltenen Reste des Turmbaus befinden sich 40 Meter südöstlich des Camí dels Horts hinter einem Metalltor, das den Weg zum Talaiot versperrt.

## Beschreibung

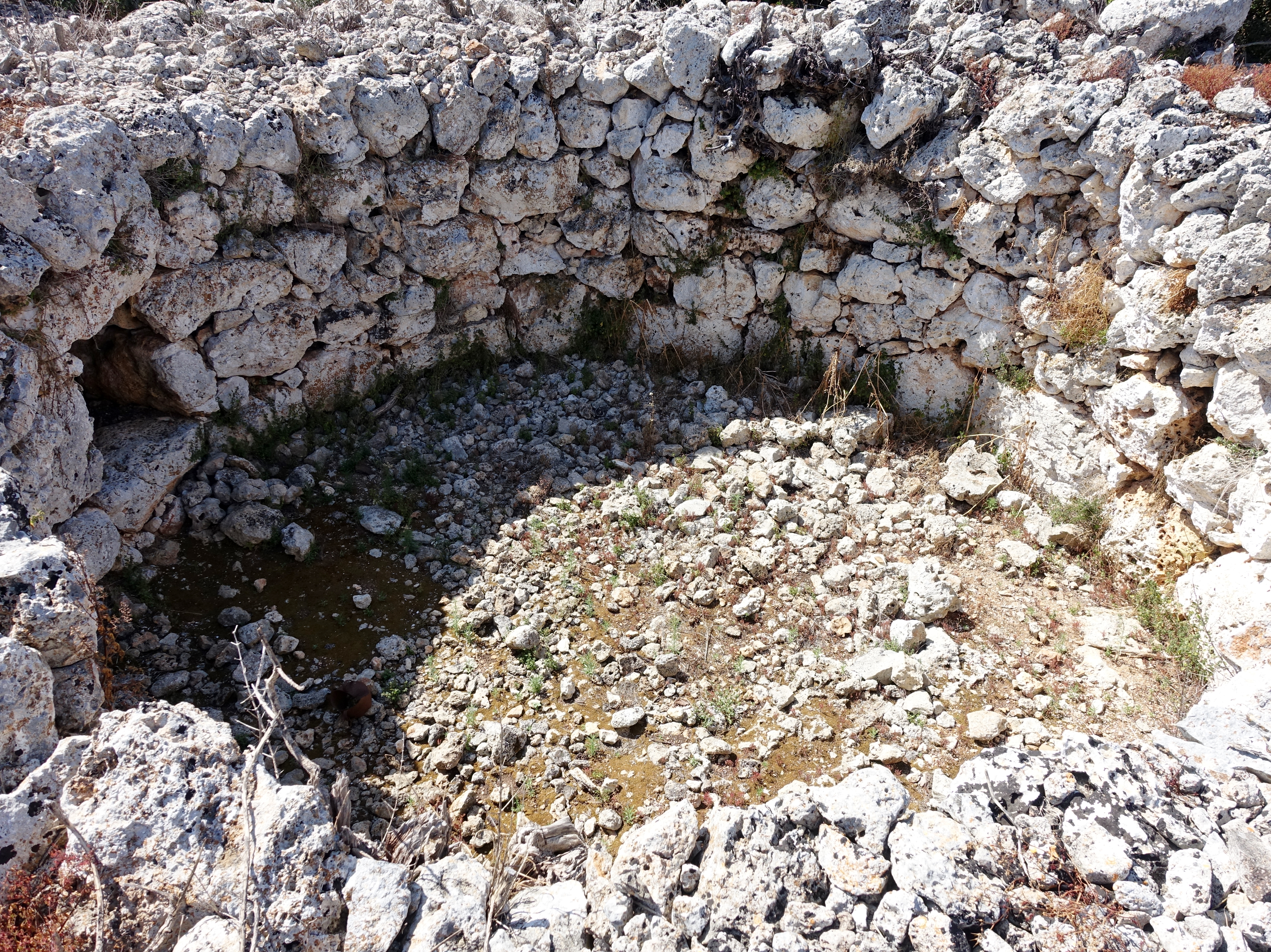
Innenraum des Talaiots

Unter den Turmbauten der Kultur des Talaiotikum unterscheidet man quadratische und runde Bauwerke (katalanisch talaiot quadrat und talaiot circular). Der Talaiot de Binifat ist als runder Turmbau angelegt. Kennzeichnend für ihn ist die fehlende Mittelsäule im Innenraum, die bei ähnlichen Talaiotbauten häufig vorhanden ist und als Stütze für ein Dach aus Stein oder vergänglichem Material diente. Es wird angenommen, dass der Talaiot ursprünglich eine zentrale Säule besaß, diese aber später für eine andere Nutzung abgetragen wurde.
Der Talaiot de Binifat hat einen Außendurchmesser von ungefähr 15 Metern. Seine verbliebene Höhe beträgt etwa 4 Meter. Der Durchgang zum Innenraum des Talaiots befindet sich im Westen. Er führt gerade ins Innere und ist mit großen Steinen eingefasst. Wie auch bei anderen Talaiots ist der Raum zwischen der als Trockenmauerwerk errichteten Außen- und der Innenwand mit Geröll und Erde ausgefüllt. Vermutlich war der Talaiot de Binifat Teil einer Siedlung. Mögliche Siedlungsreste wurden bisher nicht freigelegt. In der Nähe befindet sich ein ehemaliges Zeremonialzentrum mit zwei kaum sichtbaren Talaiots, einem runden und einem quadratischen.

Ansichten des Talaiots
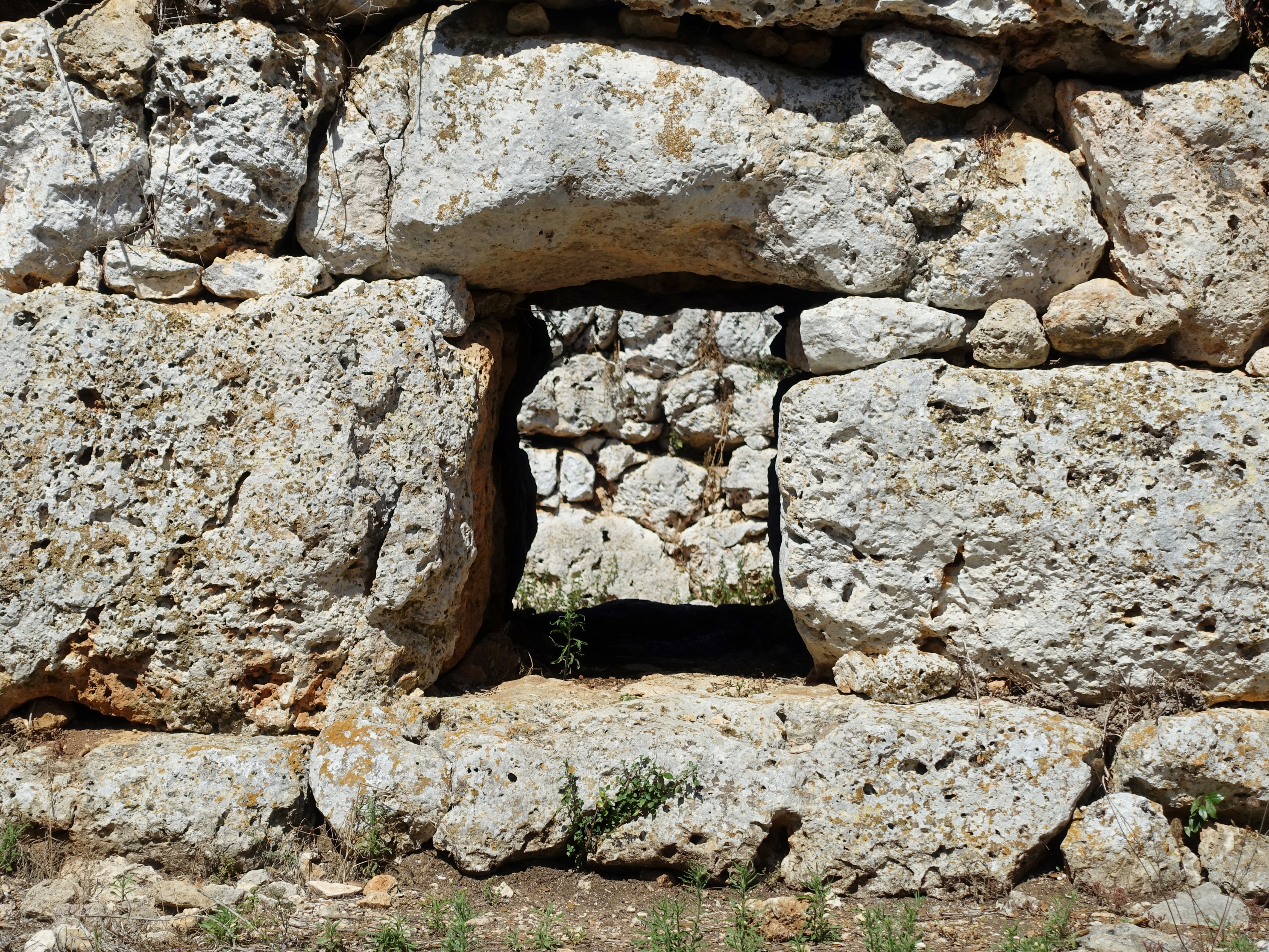
Eingang im Westen
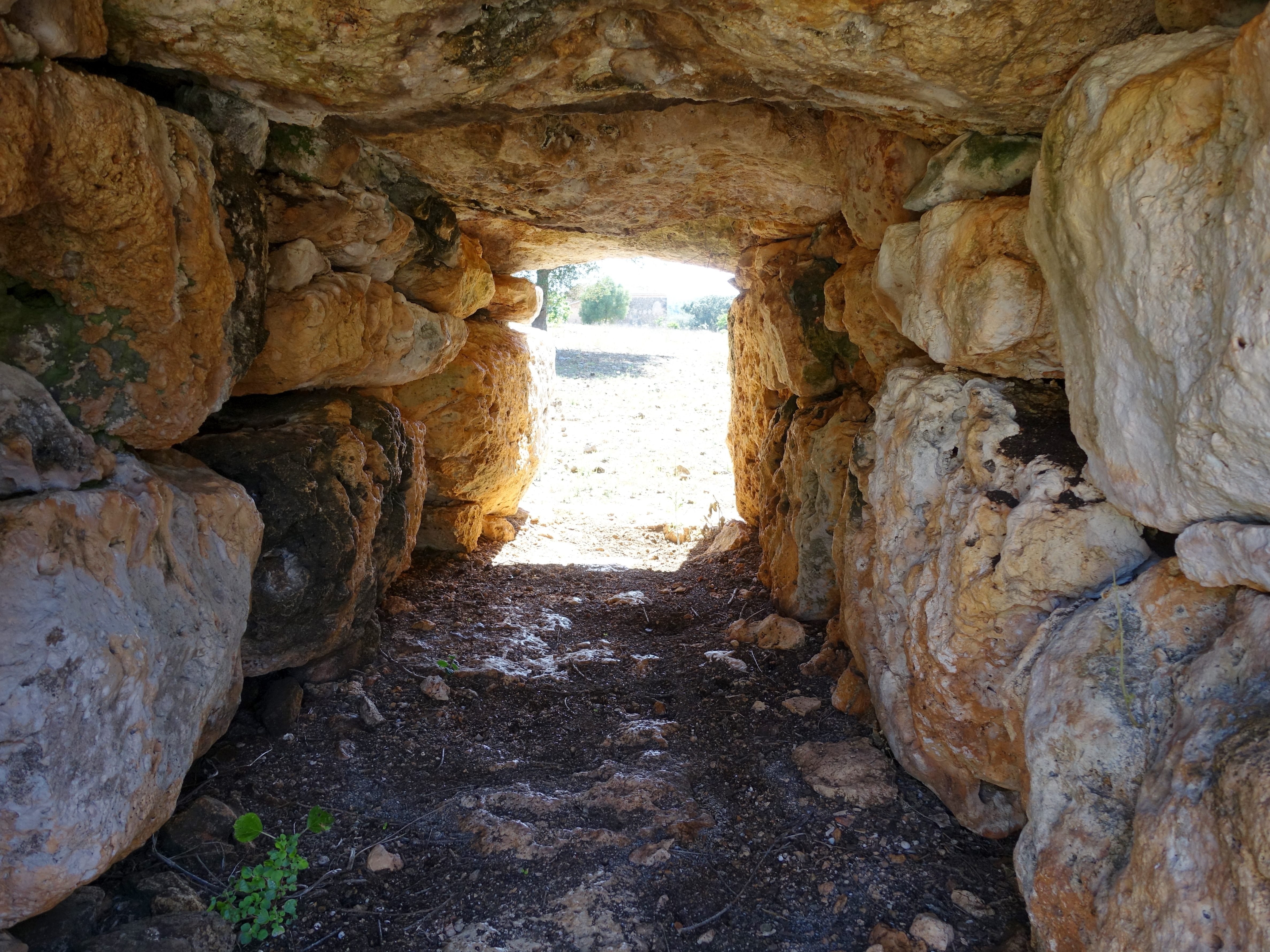
Durchgang von innen
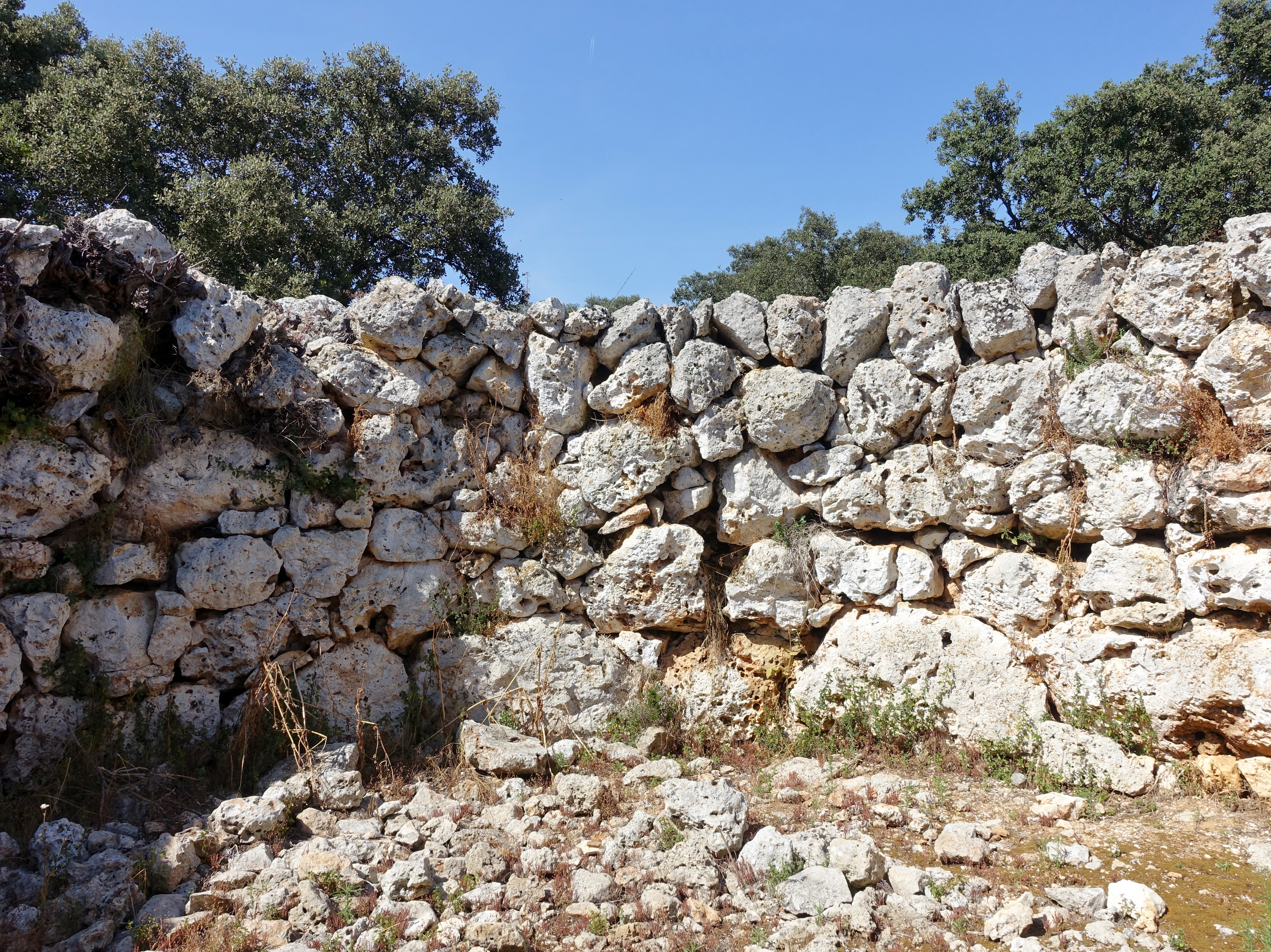
Innere Wand
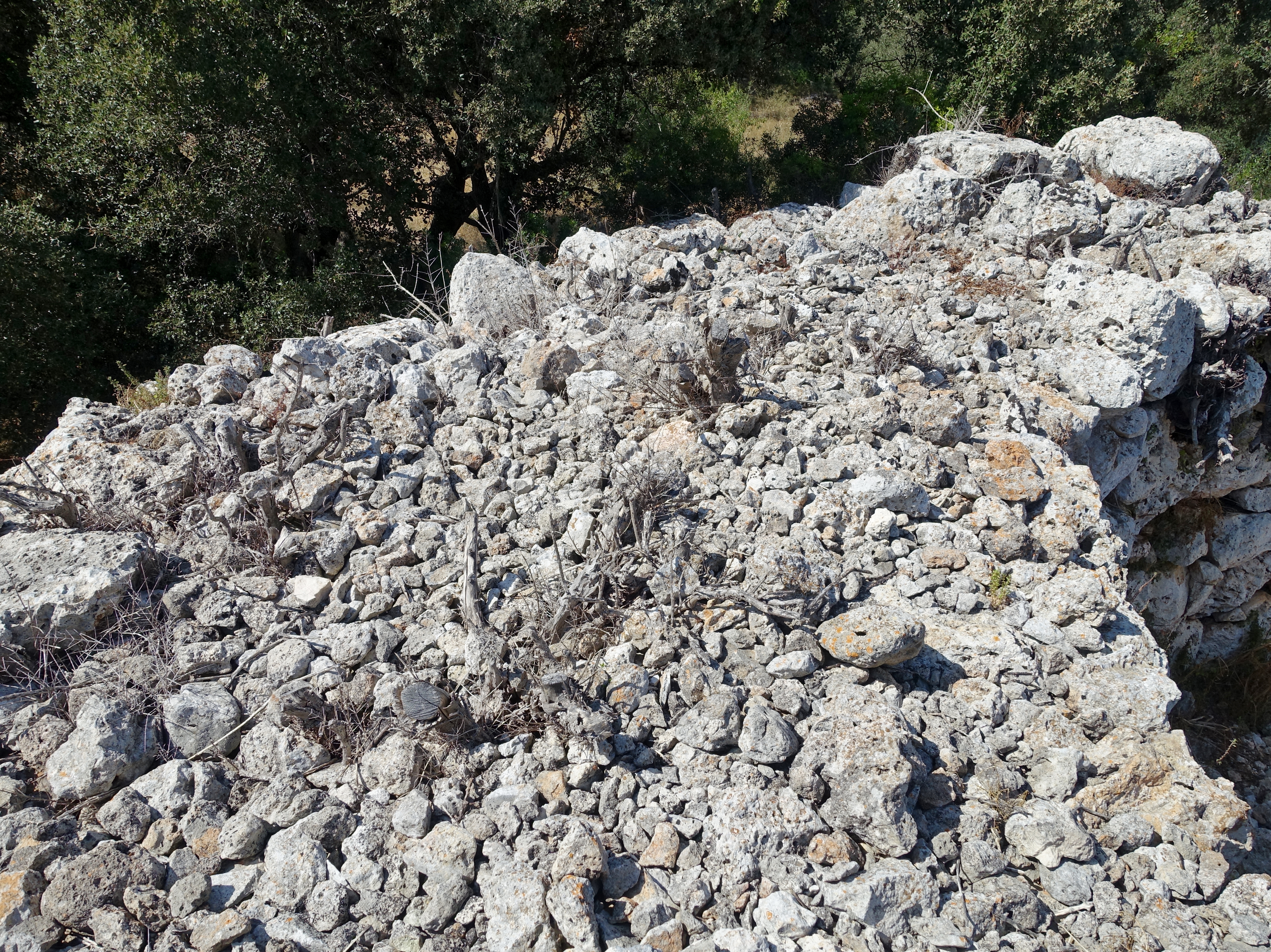
Verfüllter Zwischenraum